# IV viaggio apostolico di Benedetto XVI
Papa Benedetto XVI si è recato per la seconda volta in Germania dal 9 al 14 settembre 2006, dopo la visita del 2005 per la GMG.
Nel corso del viaggio apostolico il papa ha visitato sette città tra cui il suo paesino natale Marktl am Inn; inoltre, durante il viaggio ha celebrato 5 messe e presenziato ad altre 10 celebrazioni.

## Svolgimento

### 9 settembre
Sabato 9 settembre 2006 il Papa, dopo pranzo, è partito dall'Aeroporto di Ciampino verso Monaco. Nel primo pomeriggio subito dopo l'arrivo all'aeroporto Franz Joseph Strauss si è tenuta la cerimonia di benvenuto. Subito dopo si è recato al Seminario Georgianum e dopo è arrivato alla Marienplatz dove il Santo Padre ha recitato una preghiera alla Mariensaule. Successivamente il Papa si è recato in visita di cortesia al Presidente federale nella residenza reale nella piazza Max-Joseph. Subito dopo, nella stessa residenza, ha incontrato il Cancelliere federale e il Ministro Presidente della Baviera. In serata il Papa si è ritirato nel Palazzo Arcivescovile.

### 10 settembre
Domenica 10 settembre il Papa si è recato nella spianata Neue Messe dove ha compiuto un giro tra i fedeli e successivamente ha celebrato la Santa Messa e recitato l'Angelus Domini. Nel pomeriggio il Papa ha presenziato alla Celebrazione dei Vespri nella Cattedrale di Monaco.

### 11 settembre
In mattinata il Papa si è congedato dal Palazzo Arcivescovile di Monaco ed è partito in elicottero per Altötting. Dopo l'arrivo il Papa ha visitato la Gnadenkapelle del Santuario di Altötting. Successivamente ha celebrato la Santa Messa nella Piazza del Santuario e alla fine ha presenziato alla Processione del Santissimo, accompagnato dalla Statua della Madonna, dalla piazza del Santuario alla nuova Anbetungskapelle (Cappella dell'Adorazione), annessa alla Chiesa parrocchiale dei Santi Filippo e Giacomo, quindi è stata inaugurata la nuova Cappella dell'Adorazione. In seguito il Papa si è trasferito a piedi al Convento di Santa Maddalena.
Nel pomeriggio il Papa si è recato alla Basilica di Altötting per pregare i Vespri Mariani con i religiosi e i seminaristi della Baviera. In seguito si è recato nel suo paesino natale Marktl am Inn dove ha visitato la chiesa parrocchiale di S. Oswald. Dopo la visita alla chiesa il Papa in elicottero si è trasferito a Ratisbona e in seguito si è trasferito al Seminario Maggiore di S. Wolfgang.

### 12 settembre
In mattinata il Papa si è recato nella spianata dell'Islinger Feld dove ha compiuto un giro fra i fedeli prima di celebrare la Santa Messa. Nel pomeriggio si è tenuto l'incontro con i rappresentanti della scienza nell'Aula Magna dell'Università di Ratisbona dove il Papa ha compiuto il celebre e contestato discorso. In seguito ha tenuto la Celebrazione Ecumenica dei Vespri nel Duomo di Ratisbona.

### 13 settembre
Il 13 settembre è stato per il Papa il giorno privato del viaggio apostolico; la mattina presto ha celebrato la Santa Messa in privato nel Seminario Maggiore di S. Wolfgang. Poco prima di mezzogiorno ha benedetto il nuovo organo della Alte Kapelle. In seguito si è recato in visita a suo fratello Georg Ratzinger. Nel pomeriggio ha visitato il cimitero di Ziegendorf dove sono sepolti i suoi genitori e sua sorella. Dopo si è recato a Pentling dove ha passato un po' di tempo privato prima di far ritorno al Seminario Maggiore.

### 14 settembre
La mattina, il Papa, ha celebrato la Santa Messa in privato nel Seminario e alla fine si è congedato dallo stesso. In seguito si è trasferito in elicottero a Frisinga. Qui ha tenuto un incontro con i Sacerdoti e i Diaconi Permanenti nella Cattedrale di S. Maria e S. Corbiniano. Dopo è ritornato a Monaco dove si è congedato prima della partenza per Roma, dove è arrivato nel primo pomeriggio.